# 第4海兵師団 (アメリカ軍)
第4海兵師団（だいよんかいへいしだん USMC 4th Marine Division）はアメリカ海兵隊の師団の一つ。2008年時点では海兵隊予備役となっており、有事に現役部隊へ兵員を供給することが任務となっている。

## 歴史
第二次世界大戦中の1943年に編成された。第3海兵師団第23海兵連隊が1943年2月に抽出され、第12海兵連隊、第14海兵連隊、第19海兵連隊、第20海兵連隊から砲兵や工兵が抽出された。3月と5月には新編の第24海兵連隊、第25海兵連隊が編成されている。8月に全部隊がカリフォルニア州ペンドルトン基地に集結し編成完結がなされた。
その後、太平洋戦線に投入され、クェゼリンの戦い、サイパンの戦い、テニアンの戦い、硫黄島の戦いに参加している。死傷者は17,000名以上にのぼる。大戦終結後の1945年11月28日に廃止された。
1966年2月に予備役部隊として再編成され、現在に至っている。

## 編成

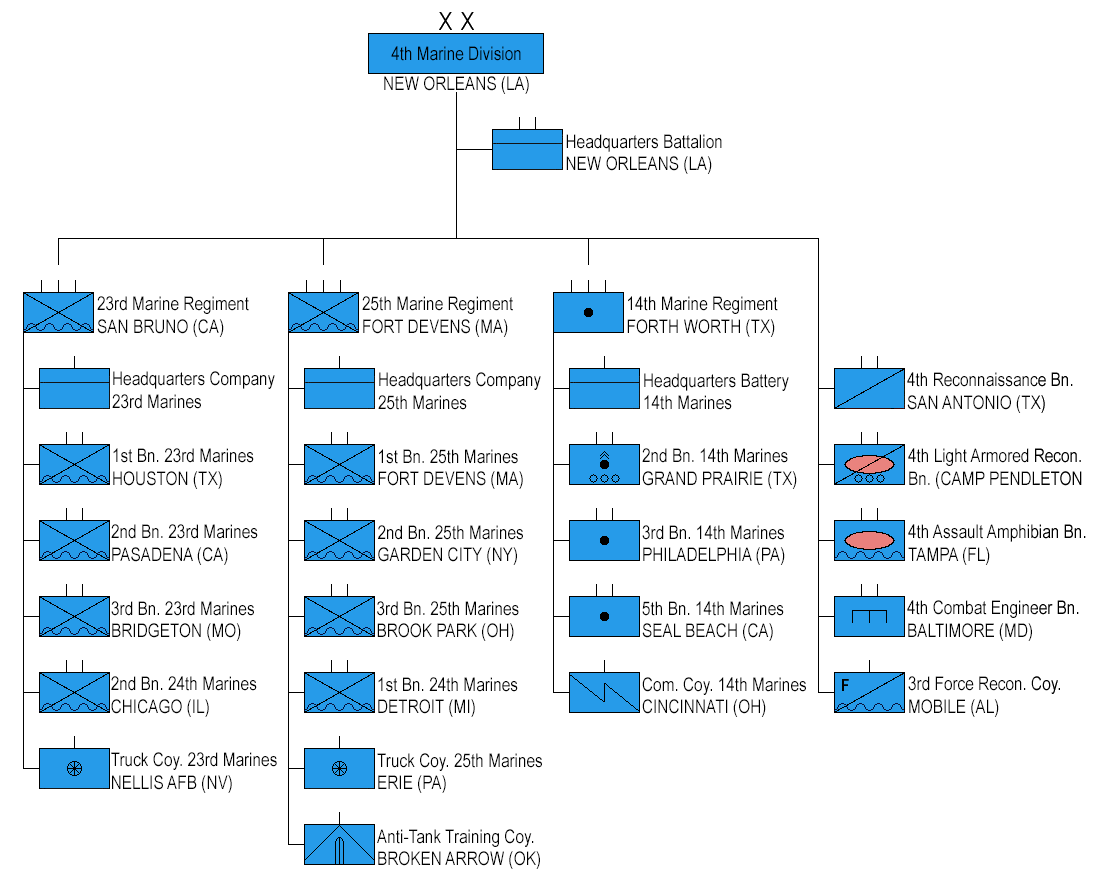
編成図

- 司令部大隊
- 第23海兵連隊
- 第24海兵連隊
- 第25海兵連隊
- 第14海兵連隊（砲兵）
- 第4両用強襲大隊
- 第4戦闘工兵大隊
- 第4軽装甲偵察大隊
- 第4偵察大隊
- 第4戦車大隊
- 対テロ大隊